# 第23回ラスベガス映画批評家協会賞
第23回ラスベガス映画批評家協会賞は2019年の映画を対象としており、2019年12月13日に発表された。

## 受賞一覧

### 作品賞トップ10
- 1位 - 『ワンス・アポン・ア・タイム・イン・ハリウッド』
  - 2位 - 『アイリッシュマン』
  - 3位 - 『マリッジ・ストーリー』
  - 4位 - 『パラサイト 半地下の家族』
  - 5位 - 『1917 命をかけた伝令』
  - 6位 - 『ストーリー・オブ・マイライフ/わたしの若草物語』
  - 7位 - 『ジョーカー』
  - 8位 - 『フォードvsフェラーリ』
  - 9位 - 『The Lighthouse』
  - 10位 - 『幸せへのまわり道』

### 監督賞
- クエンティン・タランティーノ - 『ワンス・アポン・ア・タイム・イン・ハリウッド』

### 主演男優賞
- アダム・サンドラー - 『アンカット・ダイヤモンド』

### 主演女優賞
- レネー・ゼルウィガー - 『ジュディ 虹の彼方に』

### 助演男優賞
- ウィレム・デフォー - 『The Lighthouse』

### 助演女優賞
- マーゴット・ロビー - 『スキャンダル』

### アンサンブル演技賞
- 『ナイブズ・アウト/名探偵と刃の館の秘密』

### 脚本賞
- クエンティン・タランティーノ - 『ワンス・アポン・ア・タイム・イン・ハリウッド』

### 脚色賞
- アンソニー・マクカーテン - 『2人のローマ教皇』

### ブレイクアウト映画人賞
- オリヴィア・ワイルド - 『ブックスマート 卒業前夜のパーティーデビュー』

### 外国語映画賞
- 『パラサイト 半地下の家族』 韓国

### アニメ映画賞
- 『ミッシング・リンク 英国紳士と秘密の相棒』

### ファミリー映画賞
- 『ファイティング・ファミリー』

### アクション映画賞
- 『フォードvsフェラーリ』

### ホラー／SF映画賞
- 『ミッドサマー』

### コメディ映画賞
- 『ルディ・レイ・ムーア』

### ドキュメンタリー映画賞
- 『アポロ11 完全版』

### 撮影賞
- ロジャー・ディーキンス - 『1917 命をかけた伝令』

### 編集賞
- 『フォードvsフェラーリ』

### 作曲賞
- ヒドゥル・グドナドッティル - 『ジョーカー』

### 歌曲賞
- 「Stand Up」 - 『ハリエット』

### 衣装デザイン賞
- 『ルディ・レイ・ムーア』

### 美術賞
- 『ワンス・アポン・ア・タイム・イン・ハリウッド』

### 視覚効果賞
- 『アベンジャーズ/エンドゲーム』

### 若手男優賞
- ノア・ジュープ - 『ハニーボーイ』

### 若手女優賞
- ジュリア・バターズ - 『ワンス・アポン・ア・タイム・イン・ハリウッド』

### ウィリアム・ホールデン功労賞
- ルース・E・カーター